# Polygala succulenta
Polygala succulenta är en jungfrulinsväxtart som beskrevs av R.A.Kerrigan. Polygala succulenta ingår i släktet jungfrulinssläktet, och familjen jungfrulinsväxter. Utöver nominatformen finns också underarten P. s. congesta.